# Kostel svatého Bartoloměje (Kočí)

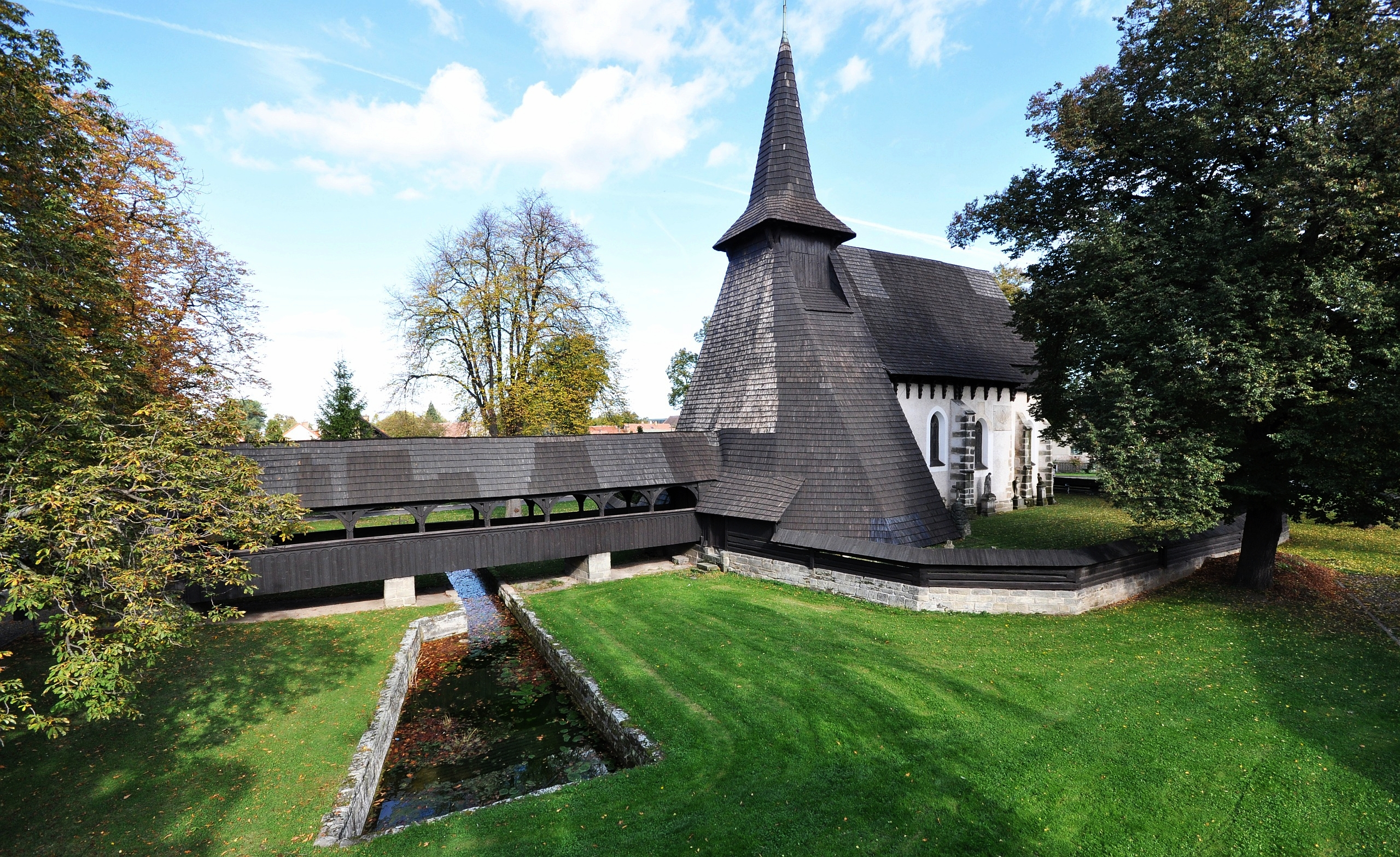
Kostel sv. Bartoloměje s dřevěným mostem

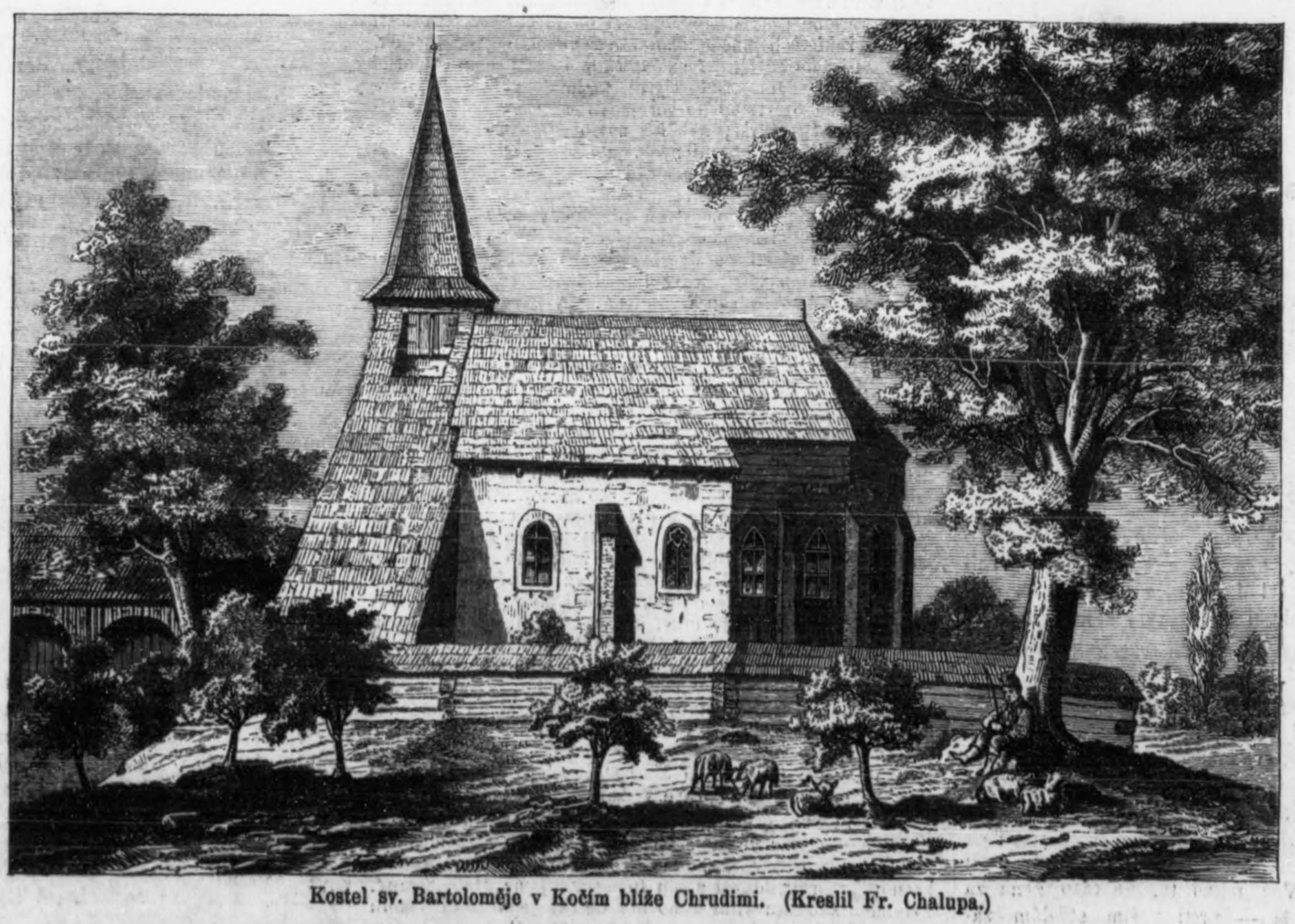
Kostel sv. Bartoloměje (kreslil František Chalupa; 1869)

Římskokatolický kostel svatého Bartoloměje je původně gotický kostel stojící v obci Kočí v okrese Chrudim v Pardubickém kraji. Součástí památkově chráněného areálu je dřevěná polygonální zvonice a krytý dřevěný most.

## Historie
Kostel byl založen 28. února 1397 Žofií Bavorskou, druhou manželkou Václava IV. Zakládací listina se nedochovala, ale díky Antonínu Rybičkovi existuje alespoň opis její části, uložený v SOA Chrudim. Stavitelé kostela nejsou písemně doloženi, avšak sekundární literatura často uvádí družinu bratří Lútků - kameníků z Nového Města pražského. V 19. století byl kostel upravován podle projektu Františka Schmoranze.
Od samého počátku byl kočský kostel sv. Bartoloměje filiální k hlavnímu chrudimskému chrámu Nanebevzetí Panny Marie, nikdy neměl svého faráře a faru. Obec Kočí spadala pod správu někdejšího litomyšlského biskupství, které bylo zřízeno v roce 1344, zároveň s pražským arcibiskupstvím. Hranice nové diecéze, po Praze druhé v Čechách, zahrnovaly okolí Chrudimi, Vysokého Mýta, Litomyšle, Lanškrouna, Poličky a Šumperka. V roce 1421 se husitská vojska obrátila i proti Litomyšli. Přestože se město vzdalo dobrovolně, biskupství fakticky zaniklo o čtyři roky později v době, kdy město zabralo radikálnější husitské křídlo „sirotků“.

### Program záchrany architektonického dědictví
V rámci Programu záchrany architektonického dědictví bylo v roce 2014 na opravu památky čerpáno 400 000 Kč.

## Popis stavby
Kostelík zaujímá důstojné místo na rozsáhlém, lehce vyvýšeném prostranství, obklopeném příkopem. Ke kostelu bezprostředně přiléhal hřbitov, který je obehnán dřevěným roubeným plotem se stříškou a pískovcovou podezdívkou. Možná i z tohoto důvodu může exteriér kostela působit dojmem „opevněné stavby“.
Ke kostelu se přichází po dřevěném barokním mostě, krytým sedlovou střechou, který vede přes mokřiny terénu. Most ústí do mohutné dřevěné zvonice, tvořící předsíň, ze které se do kostela vchází.
Polygonální zvonici, končící osmihranným pravidelným jehlanem, nazval Václav Mencl „monumentálně gotickou“. Na jedné ze severních vzpěr je vyryt letopočet 1666, který souvisí s přestavbou poničeného kostela po třicetileté válce. Nicméně gotický charakter jí nelze upřít. Zvonice je až k zemi pokryta šindelem.
Budova samotného zděného (opuka) kostela je přísně orientovaná a velice jednoduše koncipovaná – presbytář o jednom obdélném poli a pětibokém závěru, s lehce obdélnou sakristií po severní straně, se připojuje k širší nedlouhé lodi bez klenby. Kněžiště i loď (uprostřed podélných stran a v západních rozích) člení jednou odstupněné opěráky, prostřídané lomenými okny (okna v lodi jsou jen dvě – obě na jižní stěně s novogotickými kružbami, stejnými jako v presbytáři). Jednotné omítky, vymezené okenními špaletami a kamenným armováním opěrných pilířů, jsou evidentně výsledkem novodobé úpravy.
V koruně zdiva presbytáře obíhá podsebití, podepřené dřevěnými krakorci, díky kterému je zachován shodný průběžný hřeben i přes to, že zděná část presbytáře je výrazně nižší než loď kostela. Dřevěné krakorce byly uplatněny i pod patou střechy lodi. Do západní průčelní zdi kostela pod zvonicí byl proražen gotický lomený jednoduše profilovaný portálek, nad jehož vrcholem je vytesán letopočet 1397. Záklenek portálu obíhá červená klikatice, odsazená od vnějšího profilu ostění. Červenou linkou jsou vyvedeny dekorativní, geometrizující (trojúhelník) motivy ve výrazném širokém pásu (26 cm), které ve vrcholu navazují na lineární kresbu lilie.
Lomený triumfální oblouk odděluje od lodi presbytář, který je zaklenut jedním polem křížové klenby s meziklenebním pasem a závěrem s pěti stranami pravidelného osmiúhelníka. Klínová, po stranách vyžlabená žebra vybíhají na jehlancových konzolách a stýkají se ve svornících (svorník závěru: na červeném poli beránek s praporem). Na severní stěně presbytáře je tradičně umístěn sanktuář, který lemuje lomený oblouk, vrcholící kytkou s fiálami po stranách. Plochu tympanonu člení kružbové panelování (trojlist). Protějšek mu tvoří sedile s plochým segmentem, vyhloubené v jižní stěně presbytáře.
Sedlový polychromovaný portál vede do nízké sakristie, zaklenuté jedním travé křížové klenby. Světlo je do ní přiváděno pouze úzkým východním oknem s vloženým železným kovaným prutem, zakončeným v reliéfu vyvedeným trojlaločným listem.
Loď, na rozdíl od presbytáře, sklenuta není. Dodnes není jasné, zdali loď klenbu původně měla, ale přišla o ni v průběhu válečných nepokojů, nebo zdali její realizace byla pouze zamýšlena a nebo byla záměrně plochostropá už od počátku. Plochý, prkenný strop zdobí malby ze 17. století, které zachycují třináct starozákonních proroků; zbylé části stropu zdobí ornamentální dekor, který se ani v jednom poli neopakuje. Čtveřice polygonálních jehlancových konzol na stěnách (ve třetinách délky lodi) naznačuje možné původní zaklenutí lodi. Ze 17. století pochází také dvoupatrová malovaná kruchta.

## Středověké nástěnné malby
Interiérové omítky dekoruje bohatá výmalba, která vznikala v různých fázích. Autorství všech maleb je anonymní. Pojednány budou pouze malby z doby blízké založení kostela, mezi které nepochybně patří výjev, zdobící stěnu sedile. Někteří badatelé (Novotný, Mikan) se domnívají, že se s největší pravděpodobností jedná o symbolické znázornění založení kostela; nalevo zřejmě klečí ženská postava se sepjatýma rukama, oděná v honosném šatu s pokrývkou hlavy. Před ní stojí muž s plnovousem, jenž má na sobě hábit (lineárně vyvedený) a pokrývku hlavy. O tom, že by se mohlo jednat o církevního hodnostáře, svědčí hůl, zdobená spirálou a lilií ve vrcholu. Pozoruhodný je jeho postoj a gesto, kterým by se jakoby od královny odvracel.

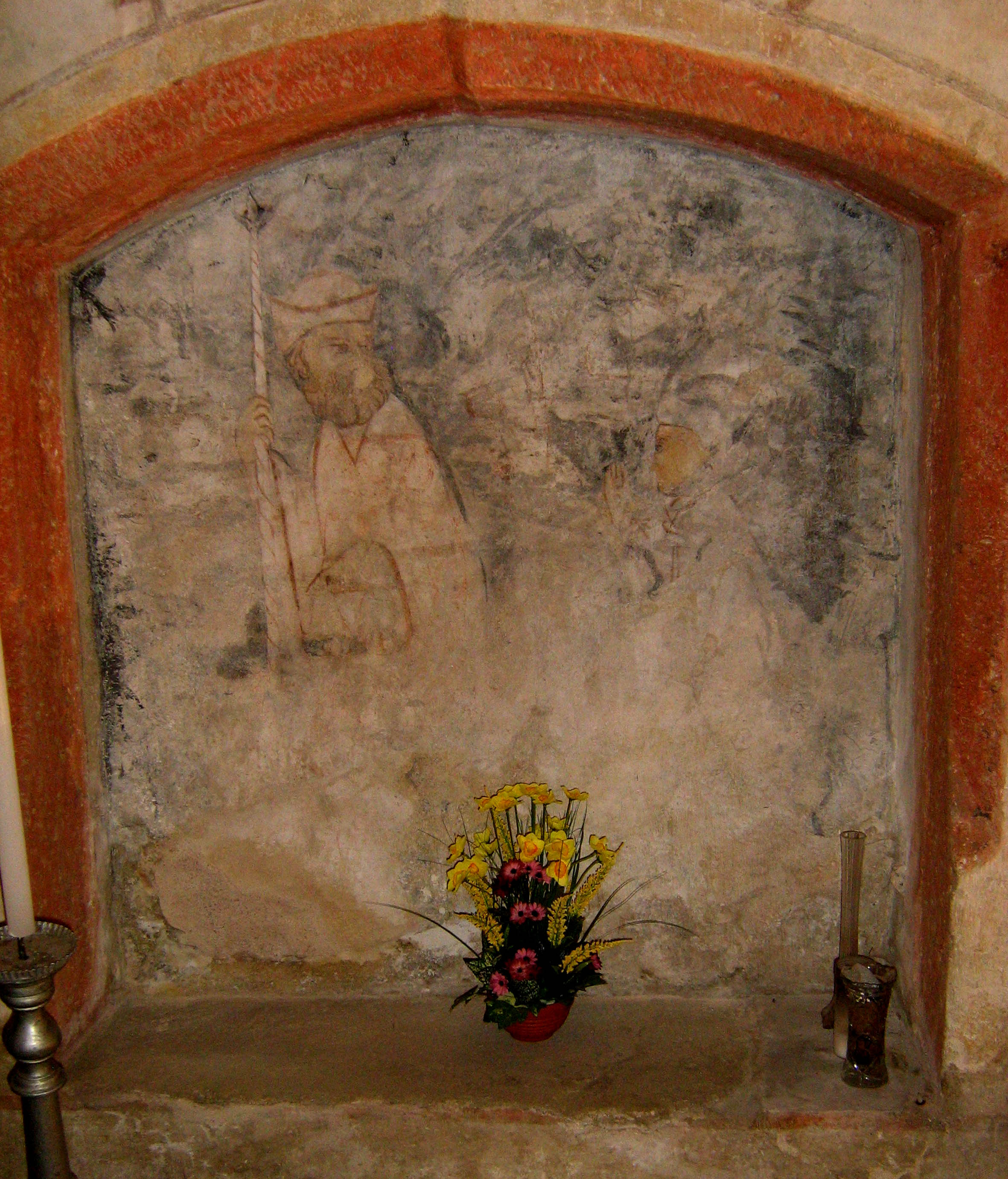
Kostel sv. Bartoloměje v Kočí u Chrudimi - malba v sedile

Vysoce kvalitní elegantní malby, zdobící vnitřní stranu triumfálního oblouku, svou křehkostí a jemností provedení odkazují k dvorskému okruhu. Zachycují poprsí lidských postav s mluvícími páskami (text na páskách se nedochoval, nebo zůstává téměř nečitelný) na červeném a zeleném pozadí. Zcela ve vrcholu oblouku jsou vyobrazeny dvě postavy s liliovými korunami na hlavě. Mohlo by se snad jednat o královský pár – Václava IV. (původně asi s červeným pláštěm s hermelínovým límcem) a Žofii Bavorskou (dodnes patrný narůžovělý inkarnát). Zbylá poprsí s velkou pravděpodobností znázorňují starozákonní proroky – na mluvící pásce jedné z postav je torzovitě zachovaný nápis gotickou minuskulou: (JE) REM (IAS) (?). Tomáš Knoflíček upozorňuje na vysokou kvalitu malíře, který zobrazil „široké spektrum obličejových typů a který vycházel z díla Mistra Třeboňského oltáře“ (oválná tvář královny Žofie s vysokým čelem a jemnými ústy). Rozpoznává zde i starší slohovou vrstvu (prorok s krátce zastřiženým vousem a čapkou s ohrnutými okraji), která je blízká obličeji sv. Josefa z výjevu Narození Krista z hradní kaple v Moravském Šternberku – její výmalbu prováděl následovník Mistra emauzského cyklu.
V prostoru lodi patří mezi nejstarší malby výjev martyria sv. Bartoloměje na severní stěně lodi. Malba svým zlidovělým charakterem provedení působí až komickým dojmem. V centru výjevu je zachycen sv. Bartoloměj, ležící na obdélném stole, kterého stahuje z kůže šestice mužů. Na první pohled zaujme neobvyklá klikatá linie v dolní části výjevu, která vytváří nelogický prostor a je zde zřejmě uplatněna z dekorativních účelů. Důležitost postavy světce – mučedníka je podpořena jeho velkými a protáhlými proporcemi, které jsou téměř dvojnásobné oproti zbylým postavám trýznitelů. Výjev je pojat velice naturalisticky – mučedníkův kůže zbavený hrudník dává vidět žebra; kůže na nohách je „slupována“ včetně chodidel s prsty.

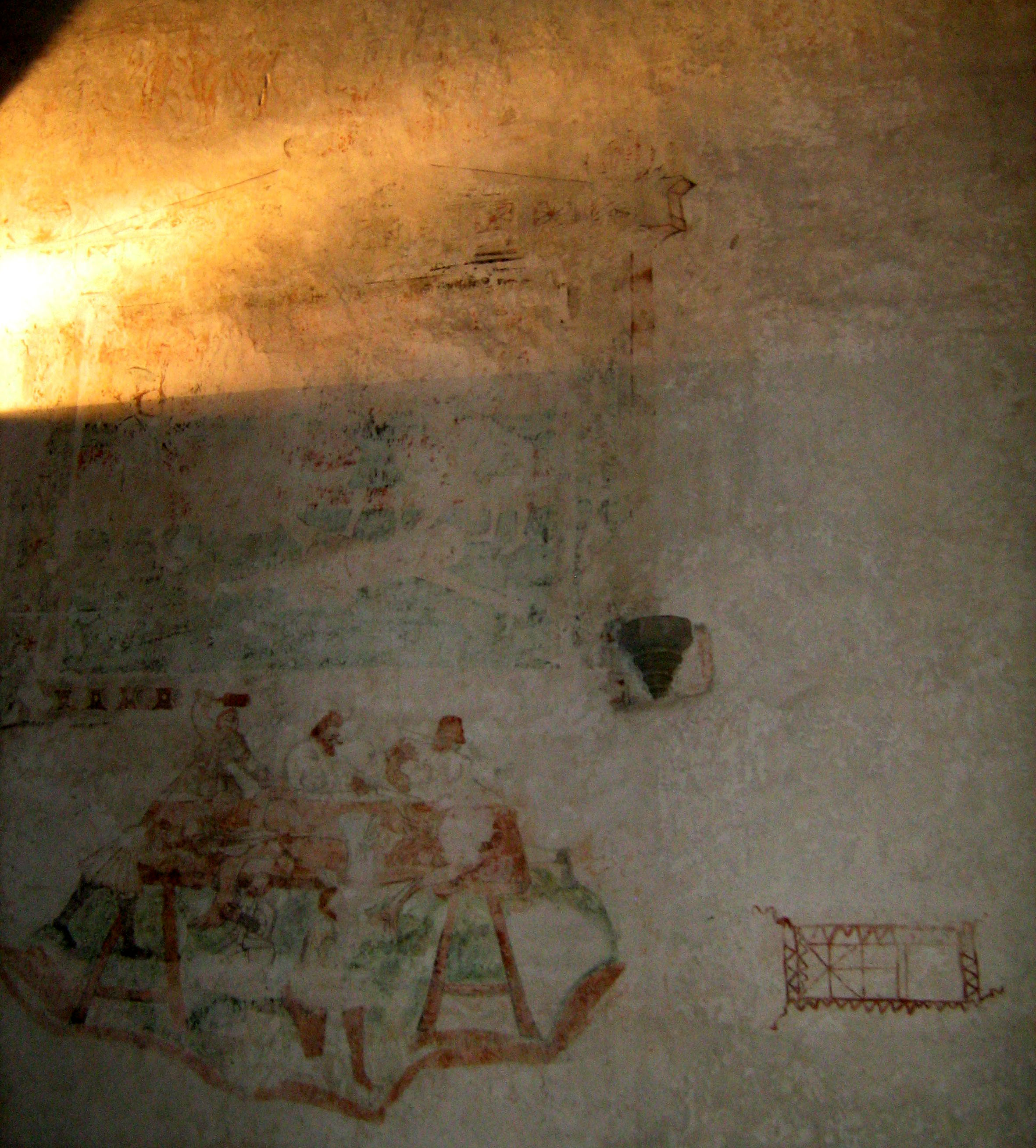
Kostel sv. Bartoloměje v Kočí u Chrudimi - malba Martyrium sv. Bartoloměje

Hagiografická legenda pokračuje znázorněním ukřižování sv. Bartoloměje, taktéž na severní stěně. Výjev rámuje antikizující architektura zdobená štítem s akroterii, který dosedá na kladí, členěné metopami. Orámování společně s mužem v renesančním oděvu prozrazuje, že se jedná o práci pozdější, pravděpodobně z poloviny 16. století.
Zcela nahoře, těsně pod stropem, zůstaly čitelné fragmenty malby, připomínající skrumáž nahých lidských nohou, blíže se jimi doposud nikdo nezabýval. Mohlo by se snad jednat o výjev Posledního soudu, či Umučení deseti tisíc rytířů. Podle stylu jejich provedení lze soudit, že se jedná o mladší práci z poloviny 16. století.
Záhadný obrazec, vyvedený jen letmo červenou linií, který se nachází v úrovni očí v pravé polovině severní zdi lodi, by snad mohl být zběžný nákres půdorysu kočského kostela, který ale nezobrazuje presbytář a sakristii - tedy části již stávající, které pro kreslíře (stavitele?) v daný moment nebyly podstatné. Chtěl pouze schematicky znázornit zaklenutí. Nákres odpovídá orientaci kostela. Prostor lodi je v kresbě rozdělen na třetiny, což odpovídá i dnešnímu umístění konzol. V západních dvou třetinách je načrtnuta šestičlenná klenba, jejíž vrchol je vodorovnou linkou spojen s vrcholem vítězného oblouku, jenž je znázorněn dvojitou čarou. Vně obrazce v západních rozích jsou nakoso načrtnuty dvě klikatice, značící umístění západních opěráků.

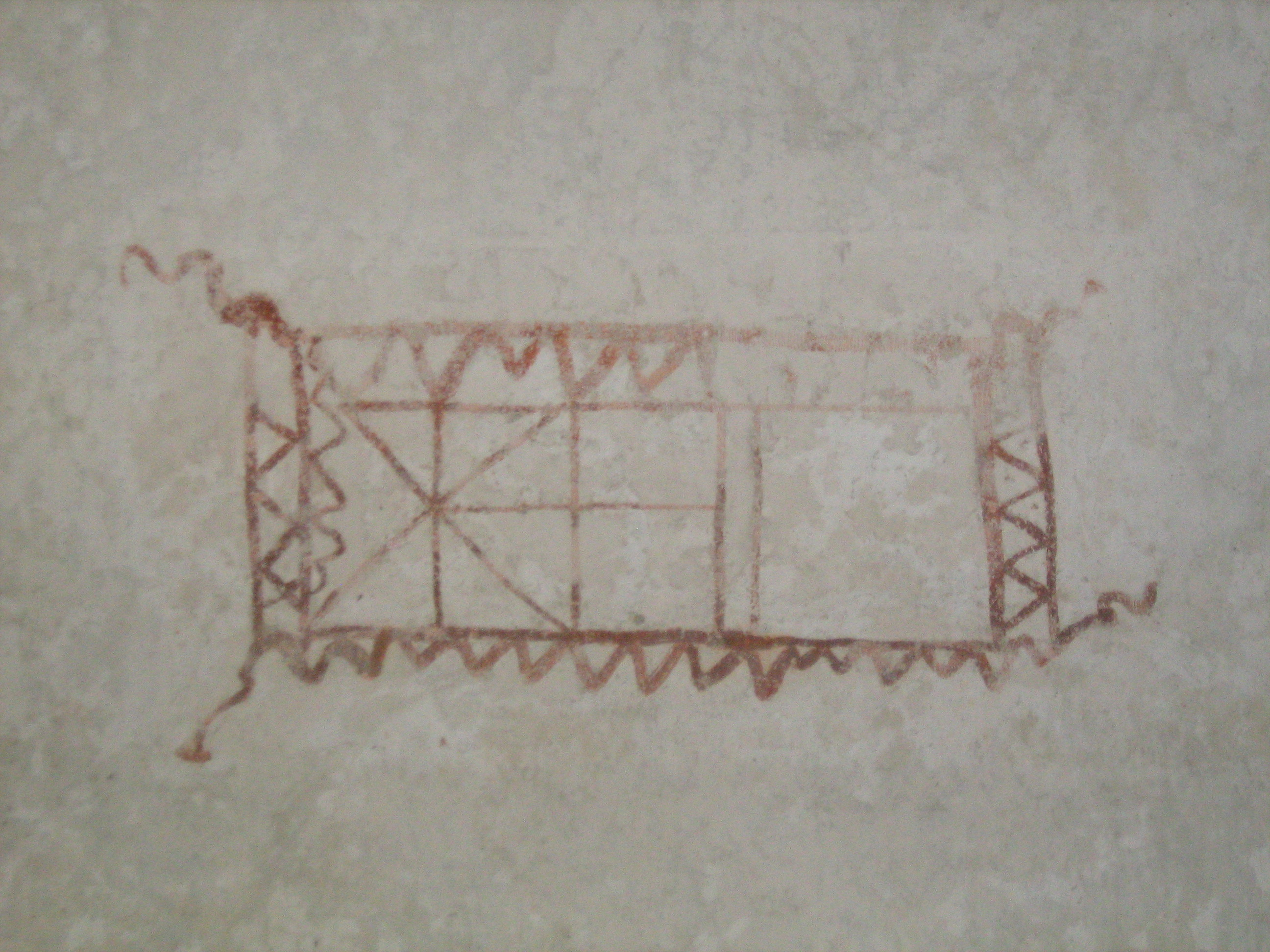
Kostel sv. Bartoloměje v Kočí u Chrudimi - schematická kresba (půdorys kostela?)

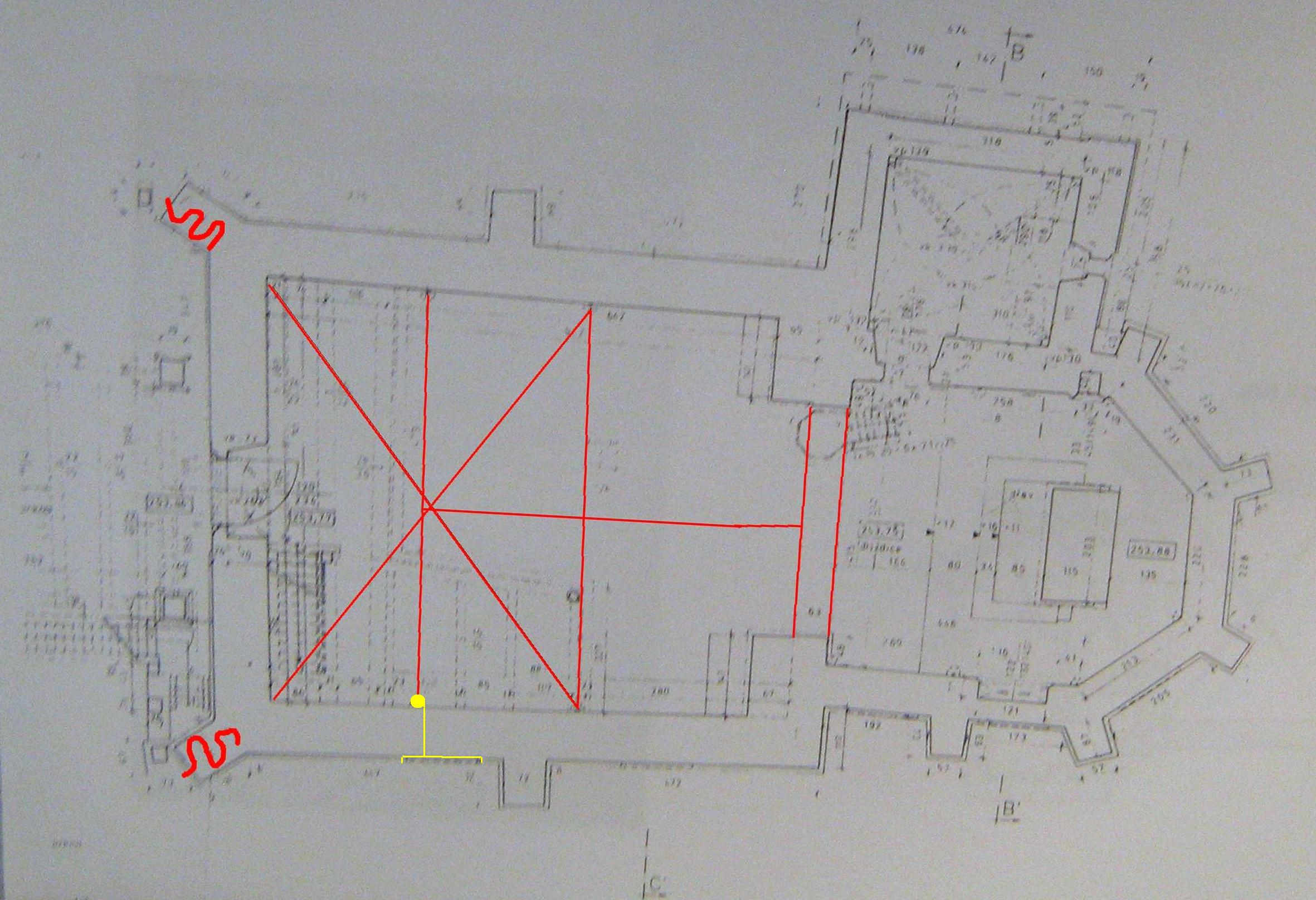
Kostel sv. Bartoloměje v Kočí u Chrudimi - schematická kresba zapadá do půdorysu kostela

Otevřený iluzivní oltář, napravo od triumfálního oblouku, lze pokládat za vrcholně gotický (cca první polovina 15. století). Na hlavní desce je znázorněna Kalvárie s Pannou Marií a sv. Janem. Ke Kristovu kříži, u jehož paty leží Adamova lebka, se zleva přiklání kříž s „hodným lotrem“, zatímco „zlý lotr“ zůstává od Krista odvrácen. Nástavec zobrazuje Imago Pietatis s rozepjatýma rukama a dvěma kalichy přímo pod dlaněmi. Křídla oltáře vertikálně člení arkády, pod nimiž nalevo stojí sv. Kateřina Alexandrijská a sv. Barbora; napravo sv. Apolonie a sv. Markéta (?). V nástavcích křídel jsou zpodobněna poprsí mužů – vlevo s korunou pravděpodobně král Šalamoun; napravo s čapkou snad starozákonní prorok. Zbylé malby jsou pracemi novějšími.

## Most a zvonice
Vzhledem k tomu, že kostel leží v údolí, uprostřed vesnice, bylo nutno se pro přístup ke kostelu vyrovnat s bažinatým terénem. Tento problém byl vyřešen vybudováním barokního přístupového mostu. Jedná se o jeden z nejstarších zastřešených mostů v Evropě. Na samotný kostel je v přímé návaznosti u mostu postavena zvonice.

## Galerie

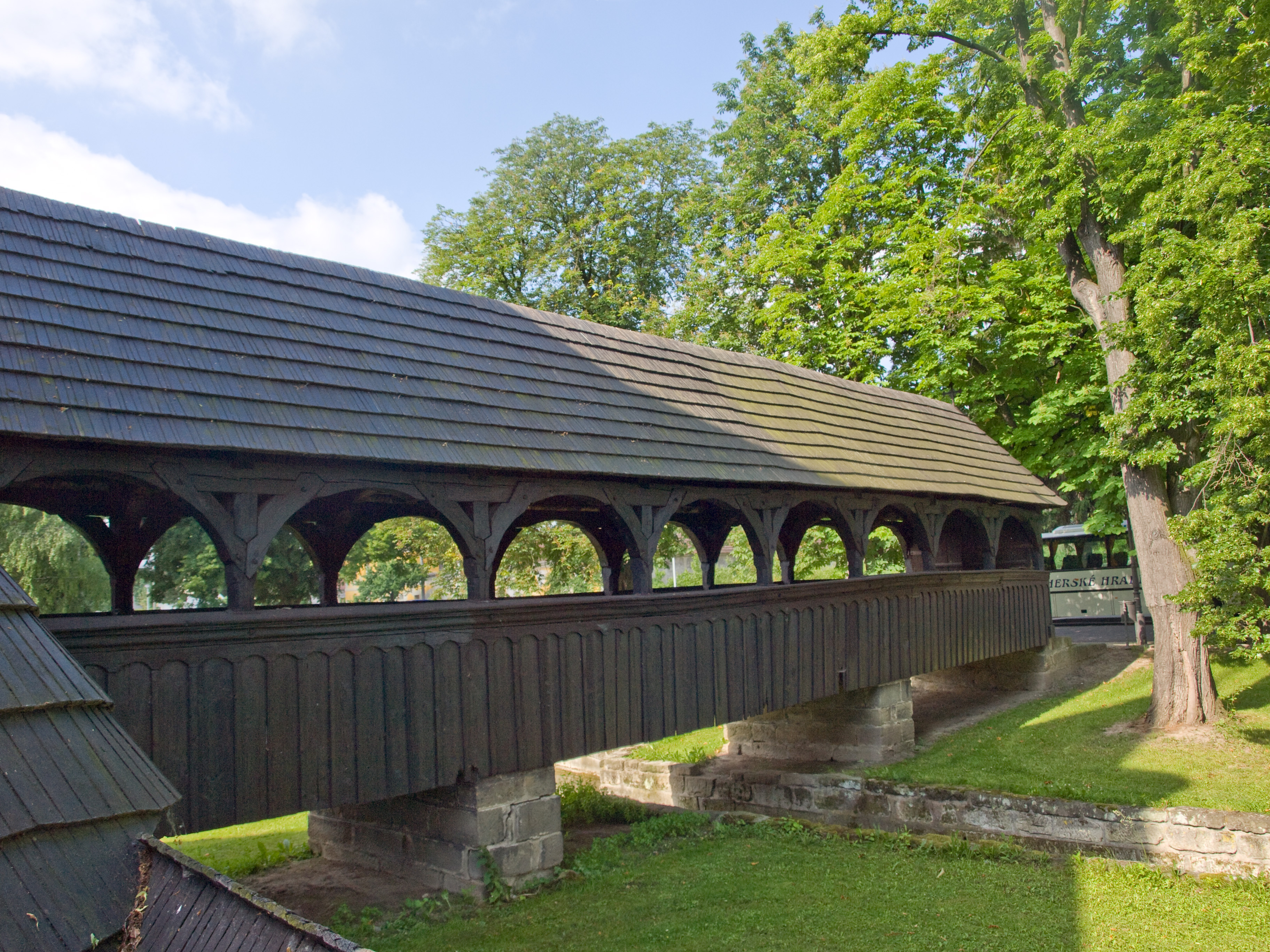
Dřevěný most
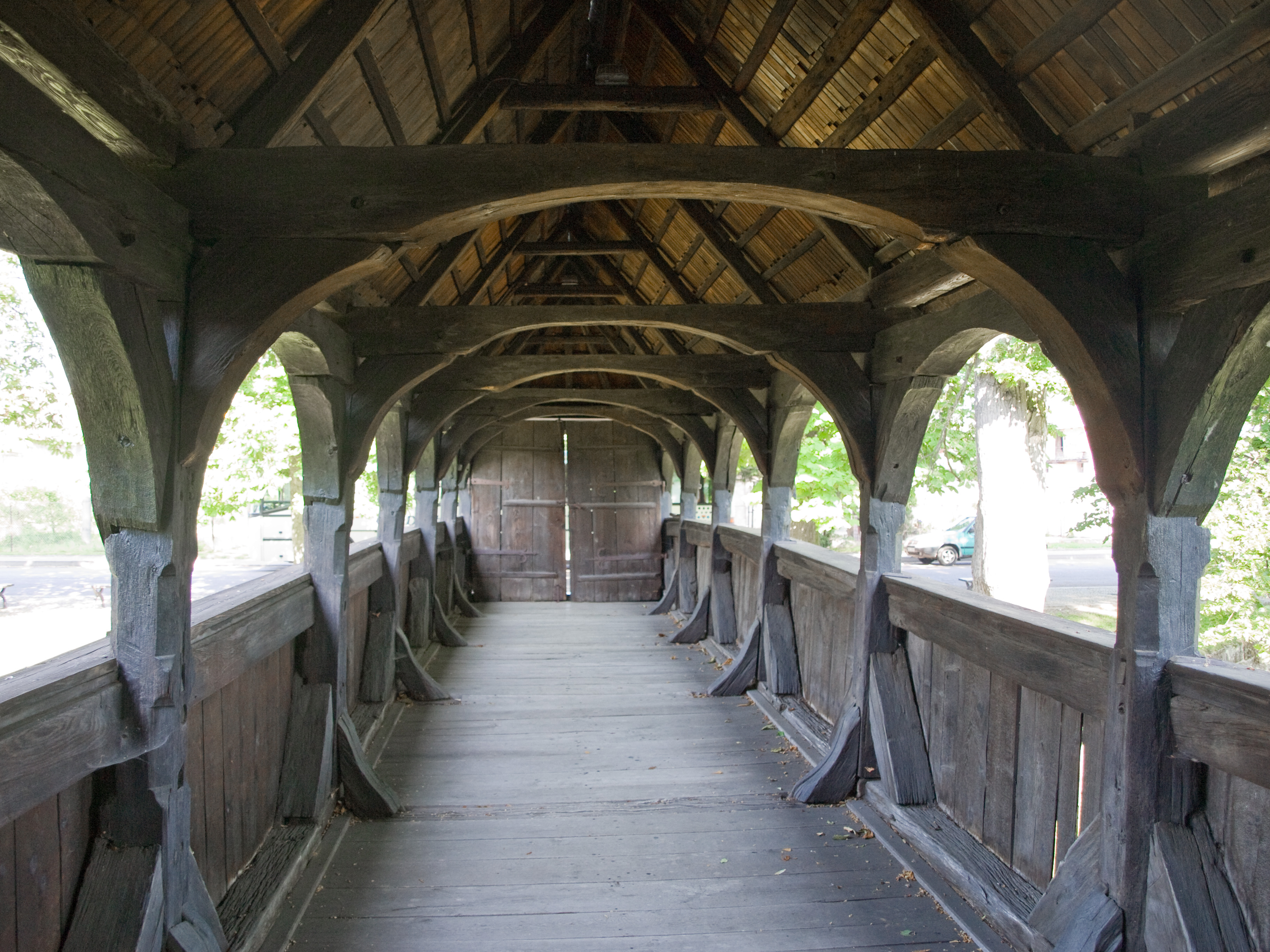
Dřevěný most
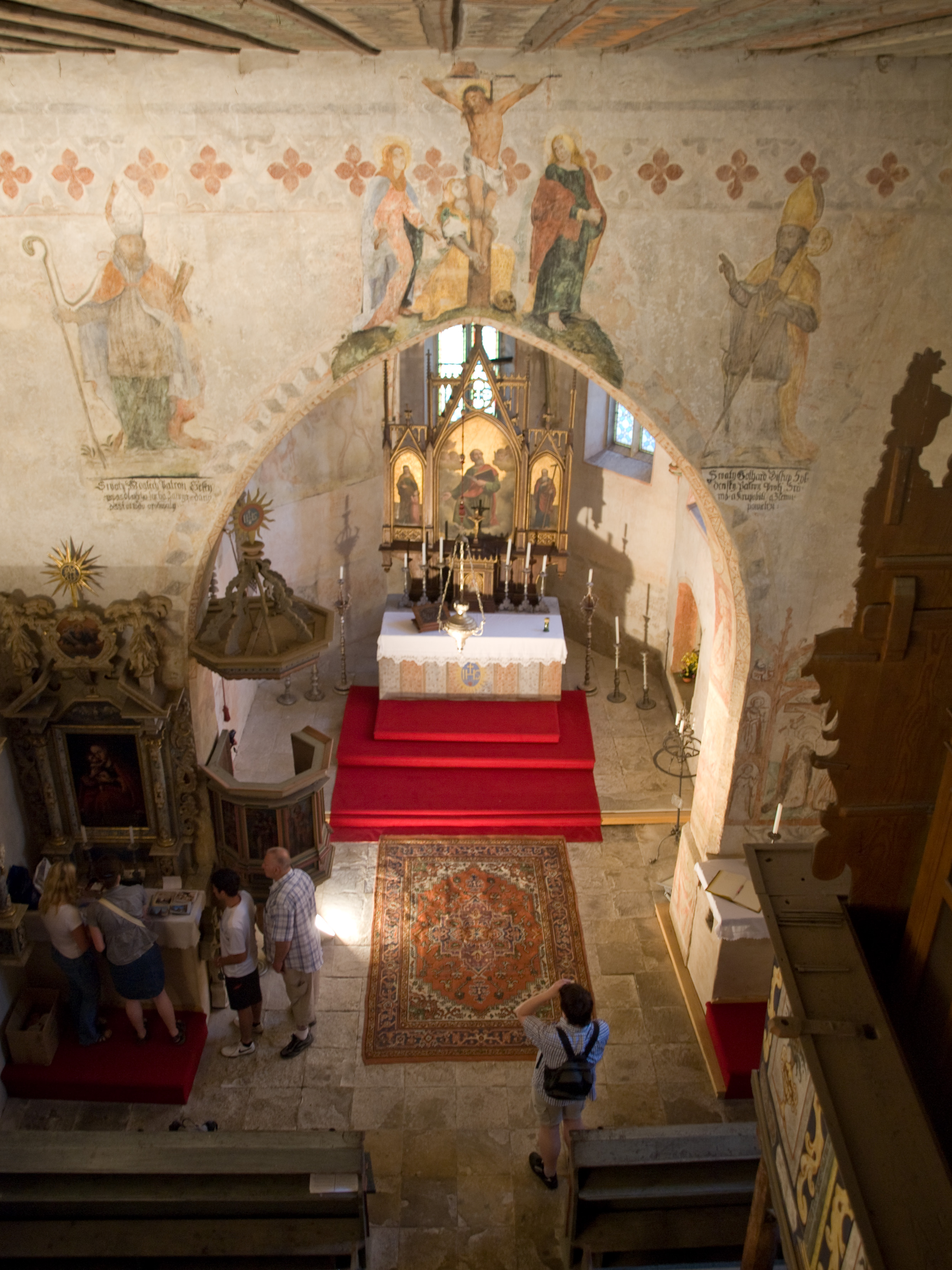
Interiér kostela
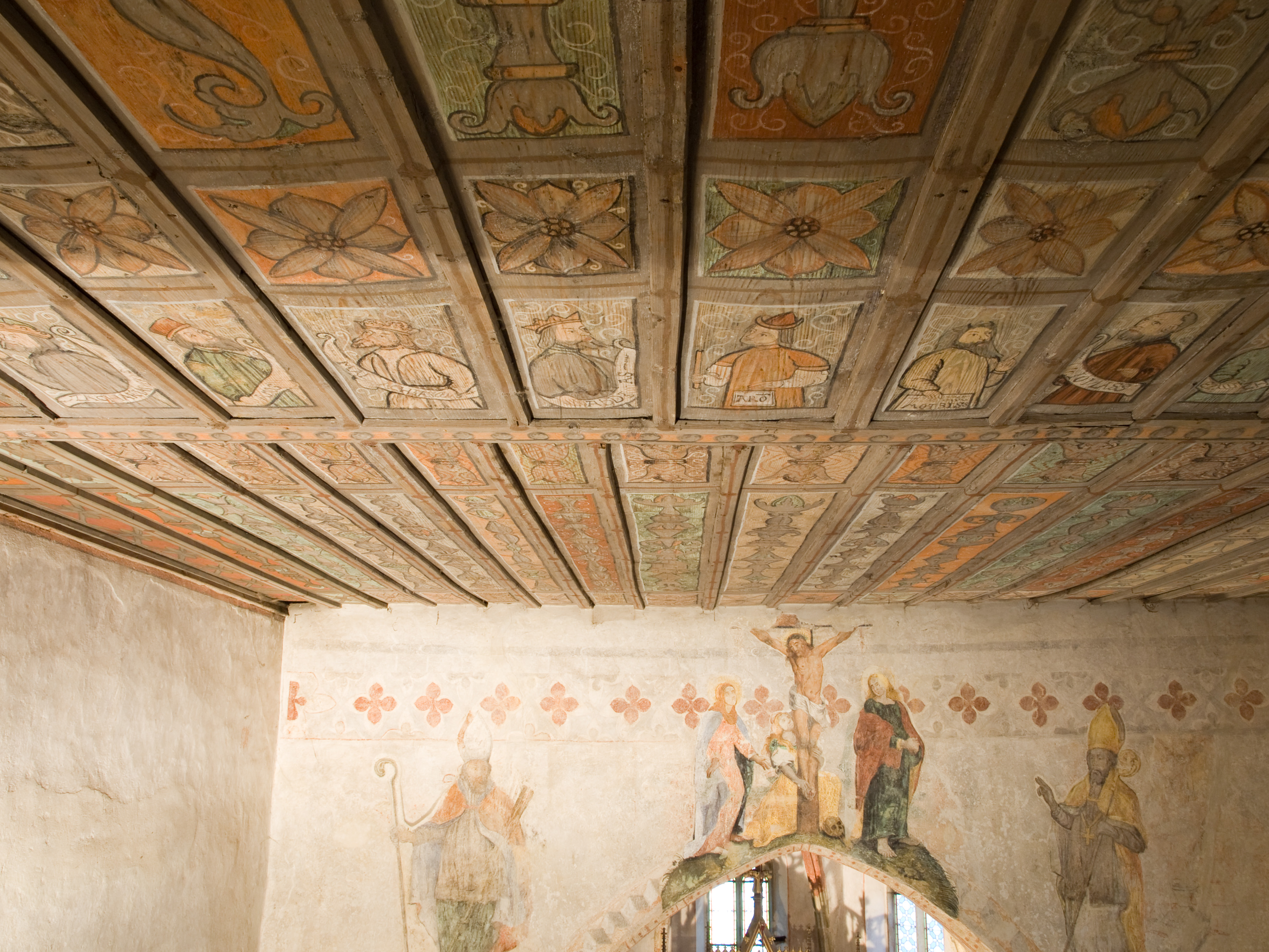
Strop kostela
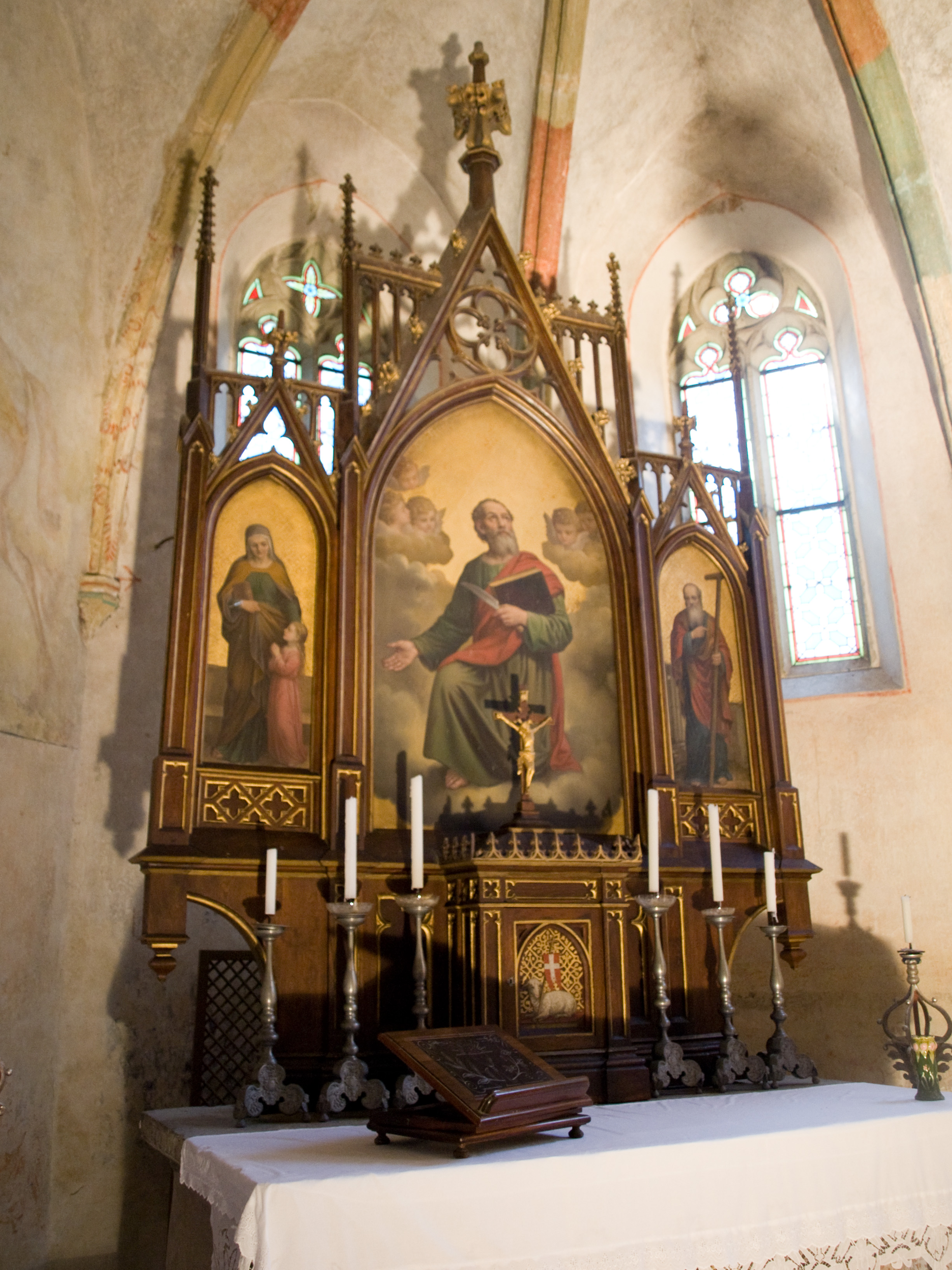
Oltář